# Blin (chaland)
Pour les articles homonymes, voir Blin.
Le blin est un chaland utilisé en Brière pour le transport des matières pondéreuses (jusqu'à 4 tonnes) comme la tourbe, le sable, le fumier, etc. et des animaux domestiques.
Les blins ont une longueur de 21  à   27 pieds (de 7  à   9 m), mais certains atteignent 12 mètres.
En briéron blin se dit belin.